# Lie to Me (album)
Lie to Me is het tweede album van gitarist Jonny Lang, uitgegeven in 1997. Lie to Me is het grote-label-debuut voor Jonny Lang. Het werd uitgegeven de dag voordat hij 16 werd.

## Tracklist
1. Lie To Me (Bruce McCabe/David Z) - 4:11
2. Darker Side (Bruce McCabe) - 5:07
3. Good Morning Little Schoolgirl (Sonny Boy Williamson I) - 4:15
4. Still Wonder (Kevin Bowe) - 3:45
5. Matchbox (Blind Lemon Jefferson) - 3:29
6. Back For The Taste Of Your Love (Syl Johnson/Darrly Carter/Brenda Johnson) - 3:32
7. A Quitter Never Wins (Tinsley Ellis/Margaret Simpson) - 5:56
8. Hit The Ground Runnin'  (Michael Lunn/Jeff Silbar) - 3:31
9. Rack Em Up (Bruce McCabe) - 4:07
10. When I Come To You (Jonny Lang/Dennis Morgan) - 4:58
11. There's Gotta Be A Change (Gwendolyn Collins) - 4:11
12. Missing Your Love (Jonny Lang/Dennis Morgan) - 3:53

## Bezetting
- Jonny Lang - zang, gitaar
- Bruce McCabe - piano, clavinet, achtergrondzang
- Billy Franze - slaggitaar
- Dennis Morgan - akoestische gitaar
- David Smith - basgitaar
- Tom Tucker - ingenieur